# Вандерсон де Олівейра
Вандерсон де Олівейра (порт. Wanderson de Oliveira, 26 березня 1997, Ріо-де-Жанейро) — бразильський боксер, бронзовий призер чемпіонату світу серед аматорів.

## Любительська кар'єра
2017 року став чемпіоном Бразилії у легкій вазі і стартував на чемпіонаті світу 2017, де програв у другому бою Соф'яну Уміа (Франція).
2018 року завоював золоту медаль на Південноамериканських іграх.
На чемпіонаті світу 2019 року здобув три перемоги, а у чвертьфіналі програв Манішу Каушік (Індія).
На Олімпійських іграх 2020 здобув перемоги над сирійським біженцем Вессамом Саламана і Дмитром Асановим (Білорусь), а у чвертьфіналі програв Енді Круз Гомесу (Куба) — 1-4.
На чемпіонаті світу 2021 в категорії до 67 кг року здобув три перемоги, у тому числі над Віктором Петровим (Україна), а у чвертьфіналі програв Омарі Джонсу (США).
На чемпіонаті світу 2023 в категорії до 71 кг завоював бронзову медаль.
- В 1/16 фіналу переміг Нурадіна Рустамбека Уулу (Киргизстан) — 4-3
- В 1/8 фіналу переміг Олександра Родіонова (Білорусь) — 5-0
- У чвертьфіналі переміг Ескерхана Мадієва (Грузія) — 5-0
- У півфіналі програв Саїджамшиту Жафарову (Узбекистан) — 1-4